# Бой при Алам Халфа
Боят при Алам Халфа от 30 август до 5 септември е бой край град Аламейн в Египет през Кампанията в Западната пустиня по време на Втората световна война.
При него войските на Германия и Италия се опитват да обходят от юг защитните позиции на Съюзниците при Аламейн, преди те да получат нови подкрепления. Съюзническите войски, главно британски, но също и новозеландски, се укрепяват на възвишението Алам Халфа, откъдето успяват да отблъснат нападението. Съюзническото командване не използва успеха, за да организира свое настъпление, а изчаква нови подкрепления в подготовка на последвалата Втора битка при Аламейн.